# Martin Derganc
Martin Derganc, slovenski kolesar, * 20. marec 1977, Novo mesto.
Derganc je nekdanji kolesar, ki je od leta 1997 tekmoval na amaterskih dirkah, med letoma 2000 in 2005 pa profesionalno za ekipe KRKA-Telekom Slovenije, Acqua & Sapone in Domina Vacanze–Elitron. Derganc je prvi večji uspeh dosegel z zmago na dirki za VN Krke leta 1997, uspeh je ponovil leta 2000. Istega leta je zmagal na Dirki po Sloveniji, leta 2001 je osvojil še drugo mesto. Leta 2000 je zmagal tudi na Dirki po Hrvaški, leta 2001 je postal slovenski državni prvak v cestni dirki, leta 2003 pa je zmagal na italijanski dirki Brixia Tour. V letih 2002 in 2004 je nastopil na Dirki po Italiji, v drugem nastopu je zasedel 95. mesto v skupnem seštevku, leta 2002 je nastopil tudi na Dirki po Španiji, kjer je odstopil. Leta 2003 je na dirki Milano–San Remo v padcu utrpel poškodbo lobanje.

## Pomembnejša tekmovanja

### Tritedenske etapne dirke
| Grand Tour       | 2002 | 2003 | 2004 |
| ---------------- | ---- | ---- | ---- |
| Dirka po Italiji | 95   | —    | 127  |
| Dirka po Španiji | DNF  | —    | —    |